# Халифат-уль-Масих
Халифат-уль-Масих (араб. خليفة المسيح‎; урду خلیفہ المسیح‎; англ. Successor of the Messiah, «Преемник Мессии»), иногда называемый просто халиф (часто латинизируются словом калиф) — избранный духовный и административный лидер всемирной Ахмадийской мусульманской общины и преемником Мирзы Гулама Ахмада из Кадиана. Согласно верованиям Ахмадийской мусульманской общины, Халифат-уль-Масих избирается Аллахом. Члены общины называют его «Амируль муминин» (Повелитель правоверных). В настоящее время действующим Халифат-уль-Масих является Мирза Масрур Ахмад.
После смерти Мирзы Гулама Ахмада, его преемники руководили Ахмадийским сообществом из Кадиана, который оставался центром общины до 1947 года. С момента основания Пакистана главный центр общины находился в Рабве — городе, построенном на земле, купленной Ахмадийским сообществом в Пакистане в 1948 году. В 1984 году правительством Пакистана был обнародован указ № XX, по причине которого Халифат-уль-Масих не смог исполнять свои обязанности. В этот период сам институт Халифат-уль-Масиха оказался в опасности. По этой причине Халифатуль Масих IV эмигрировал из Пакистана в Лондон, куда был перенесен и главный центр Ахмадийской мусульманской общины — в район мечети «Аль-Фазл»

## История
Члены Ахмадийского сообщества полагают, что Ахмадийский халифат является возобновлением праведного Халифата (Рашида). Согласно их мнению праведный Халифат был восстановлен с пришествием Мирзы Гуляма Ахмада, который, согласно верованиям мусульман — ахмади, является Халифат-уль-Маасихом.
Мусульмане-ахмади утверждают, что в соответствии с кораническими стихами (Коран 24:56 [55]) и многочисленными хадисами по данному вопросу, Халифат может быть установлен только Аллахом. Он является божественным благословением, данным тем, кто уверовал и поддерживал единство Бога, совершая праведные деяния. А попытки же тех, кто без Божественного указания, только лишь человеческими усилиями пытается установить Халифат, просто избрав халифа, неспособны получить долгосрочный успех. Их судьба подобна судьбе лжепророков и их сторонников.
Согласно ахмадийской мысли, халифу не обязательно быть главой государства. Это, прежде всего, духовно-религиозный сан, с целью поддержки, укрепления и распространения ислама, а также культивирования высоких духовных и нравственных норм в рамках мирового сообщества (умма), установленных пророком Мухаммадом, который в свою очередь, был не просто политическим лидером, но и прежде всего — религиозным лидером.
Если Халифу придется нести ношу государственной власти как главы государства, то это будет, лишь дополнением по отношению к его общей функции в качестве Халифа.
Согласно верованиям мусульман-ахмади, Бог заверил их в том, что этот Халифат продлится до Судного дня, в зависимости от их праведности и веры в Бога. Халиф обеспечивает единство, безопасность, и даёт нравственные наставления, ради прогресса всей Общины. Необходимо чтобы халиф выполнял свои обязанности на основе консультаций и с учётом мнения участников Шуры (совещательный орган). Тем не менее, для него не обязательно принимать мнения и рекомендации его участников. Халифатуль Масих имеет полномочия по всем религиозным и организационным вопросам. Он обязан принимать решения и действовать в соответствии с Кораном и Сунной.

### Кудрату-с-Саниййя (Второе проявление божьего могущества)
Деятельность халифа, как полагают мусульмане-ахмади, является вторым проявлением Божьего могущества, о котором писал Мирза Гулям Ахмад в своем последнем завещании «Аль-Васийят» (Завещание)

О, мои дорогие! С давних времён в обычае Бога есть такое, что Он проявляет два своих могущества, чтобы уничтожить две ложных радости противников. Так что невозможно, чтобы Всевышний Бог прекратил вдруг соблюдать свой давний обычай. Поэтому не печальтесь из-за того, что я сказал. Ваши сердца не должны волноваться. Для вас также важно увидеть второе проявление могущества Бога, и это будет благотворно для вас, потому что оно вечно и его цепь не будет прервана до Судного Дня. Это второе могущество не может прийти, пока я не уйду. Когда я уйду, тогда Бог ниспошлёт вам это второе могущество, которое всегда будет вместе с вами, согласно обещанию Всевышнего Бога в книге «Барахиинэ Ахмадийя». И это обещание не относится ко мне, оно относится к вам. Всевышний Бог сказал мне: «Я дарую победу Общине твоих последователей до Дня Воскресения. Так что для вас необходимо наступление дня разлуки со мной для того, чтобы наступил тот день, который является днём вечного обещания».— Аль-Васийат
Тем не менее Лахорское движение «Ахмадийя» не поддерживает этот принцип и считает, что следуют подчиняться руководящему совету, который был описан в той же самой книге.

### Основание в Коране и хадисах
Согласно верованиям мусульман — ахмади, Бог в Коране обещал назначить своего преемника среди праведников. В связи с этим, стих 56 [55] суры «Ан — Нур» изрекает:

Обещал Аллах тем из вас, которые уверовали и творили добрые дела, что обязательно сделает Он их преемниками на земле, как сделал Он преемниками тех, которые были до них, и, несомненно, Он укрепит для них веру их, которую Он пожелал для них, и, несомненно, даст Он им взамен, после страха их, спокойствие. Они будут поклоняться Мне, и не будут ничего приобщать ко Мне. Кто же после этого будет неблагодарен (Мне), то это они — нечестивые.— Священный Коран сура Ан-Нур стих 56
Пророчество Мухаммада о восстановлении праведного Халифата повествуется в «Муснад Ахмад»

Пророчество сохранится у вас до тех пор, до каких пожелает Аллах. Затем Всевышний Аллах заберёт его, и установится халифат, начатый путём пророчества, он будет существовать столько, сколько пожелает Аллах; затем Аллах заберёт и это благо; затем придёт эпоха сильного и мощного царства, оно сохранится до тех пор, до каких пожелает Аллах, затем Он заберёт и это царство тоже, и тогда придёт время жестокого и деспотичного правления, после чего опять наступит эпоха халифата, начатого путём пророчества. Затем он умолк.

### Система выборов
Согласно верованию Ахмадийской мусульманской общины, институт Халифата не является наследственным, хотя все преемники, кроме первого Халифа, были потомками Мирзы Гулама Ахмада. Халиф избирается на должность путём голосования участников коллегии избирательной комиссии, которая была учреждена для этой цели Мирзой Башируддином Махмудом Ахмадом. При жизни Халифа, коллегия избирательной комиссии действует под его руководством. Однако, после кончины должностного лица, коллегия избирательной комиссии становится абсолютно независимой и выбирает следующего халифа обетованного мессии. Во время выборов предлагаются имена и назначенные члены коллегии избирательной комиссии, голосуют за предложенные имена, поднимая руки.

### Столетие Ахмадийского халифата

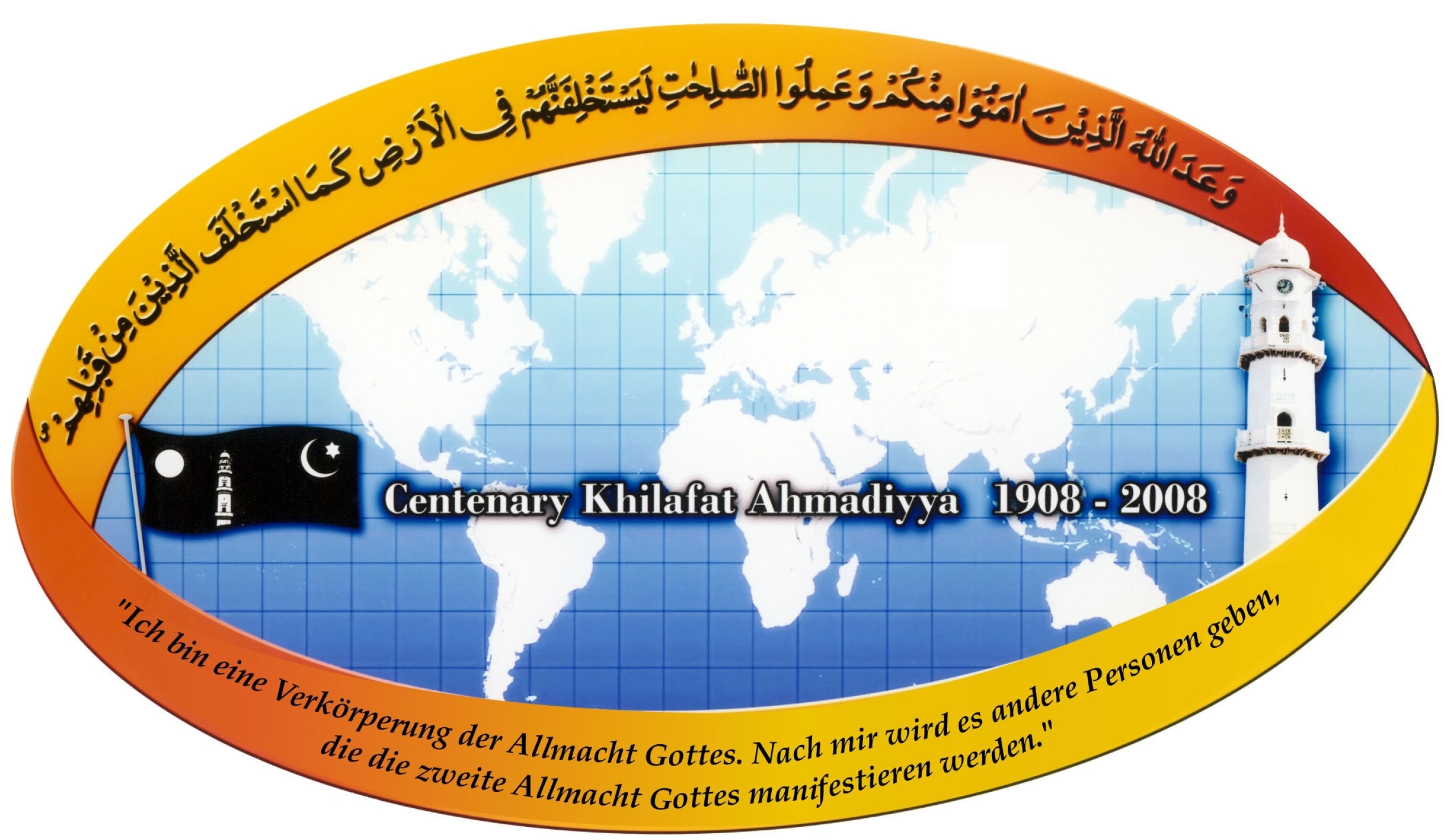
Эмблема в честь столетия Ахмадийского хилафата. Сверху написано (перевод с арабского): «Обещал Аллах тем из вас, которые уверовали и творили добрые дела, что обязательно сделает Он их преемниками на земле, как сделал Он преемниками тех, которые были до них».

27 мая 2008 года члены общины праздновали столетний юбилей установления Ахмадийского халифата. По этому поводу нынешний глава общины Хазрат Мирза Масрур Ахмад произнёс речь на большом собрании членов Ахмадийской Мусульманской Общины в центре «Эксел» в Лондоне. На этом же месте была проведена церемония принесения международного обета верности мусульманами — ахмади со всего мира. Это церемония транслировалась по всему миру посредством Мусульманского Телевидения Aхмадийя интернейшнл, с живой ссылкой на Рабву в Пакистане и Кадиан в Индии, родину Мирзы Гулама Ахмада и её штаб-квартиры до раздела Индии в 1947.

## Халифы общины
| Имя                                              | Фото | Годы жизни | Время правления       | Примечания |
| ------------------------------------------------ | ---- | ---------- | --------------------- | --- |
| Халифатуль Масих I Хаким Маульви Нуруддин        |      | 1841—1914  | 1908—1914             | Видный сподвижник Мирзы Гулама Ахмада, он послал первых миссионеров из числа мусульман — ахмади в Великобританию. Он также успешно справился с внутренними разногласиями общины. |
| Халифатуль Масих II Мирза Баширудин Махмуд Ахмад |      | 1889—1965  | 1914—1965             | Сын Мирзы Гулама Ахмада, был избран Халифом в возрасте 25 лет, как полагается, он был Обетованным сыном". Он создал организационную структуру Ахмадийской общины, и был известен обширной миссионерской деятельностью за пределами Индийского субконтинента.                                                      |
| Халифатуль Масих III Мирза Насир Ахмад           |      | 1909—1982  | 1965—1982             | Он выступил от имени Ахмадийского сообщества в Национальной ассамблее Пакистана. Он заложил фундамент первой мечети, в Испании, спустя 750 лет после изгнания мусульман с Пиренейского полуострова. Он собрал сны, видения, откровения и диалоги основателя Ахмадийской Мусульманской Общины Мирзы Гулама Ахмада. |
| Халифатуль Масих IV Мирза Тахир Ахмад            |      | 1928—2003  | 1982—2003             | Руководил Ахмадийским сообществом в период гонений, временно перенес центр общины из Рабвы в Лондон. Запустил первый мусульманский канал спутникового телевидения «МТА International» (Международное мусульманское телевидение «Ахмадийя»).                                                                       |
| Халифатуль Масих V Мирза Масрур Ахмад            |      | Род. 1950  | 2003 — нынешнее время | Запустил однотипные каналы MTA 2 и MTA 3. |